# Třída König
Třída König byl lodní třída dreadnoughtů německého císařského námořnictva z období první světové války. Byly to poslední německé dreadnoughty vyzbrojené kanóny ráže 305 mm. Konstrukčně úzce navazovaly na předcházející třídu Kaiser, měly podobný pohon a pancéřování, ovšem výhodnější uspořádání výzbroje. Celkem byly postaveny čtyři jednotky této třídy. Do služby byly přijaty roku 1914. Za první světové války nebyla žádná ztracena. V listopadu 1918 byly internovány na britské základně ve Scapa Flow a roku 1919 tam byly potopeny svými posádkami.

## Stavba
Celkem byly postaveny čtyři jednotky této třídy. Do stavby se zapojily loděnice Kaiserliche Werft Wilhelmshaven ve Wilhelmshavenu, AG Vulcan Stettin v Hamburku, AG Weser v Brémách a Germaniawerft v Kielu.
Jednotky třídy König:
| Jméno                 | Loděnice                        | Založení kýlu | Spuštěna       | Vstup do služby   | Status                                                                                     |
| --------------------- | ------------------------------- | ------------- | -------------- | ----------------- | ------------------------------------------------------------------------------------------ |
| SMS König             | Kaiserliche Werft Wilhelmshaven | 1911          | 1. března 1913 | 9. srpna 1914     | V listopadu 1918 internována ve Scapa Flow. Dne 21. června 1919 potopena vlastní posádkou. |
| SMS Großer Kurfürst   | AG Vulcan                       | 1911          | 5. května 1913 | 30. července 1914 | V listopadu 1918 internována ve Scapa Flow. Dne 21. června 1919 potopena vlastní posádkou. |
| SMS Markgraf          | AG Weser                        | 1911          | 4. června 1913 | 1. října 1914     | V listopadu 1918 internována ve Scapa Flow. Dne 21. června 1919 potopena vlastní posádkou. |
| SMS Kronprinz Wilhelm | Germaniawerft                   | 1912          | 21. února 1914 | 8. listopadu 1914 | V listopadu 1918 internována ve Scapa Flow. Dne 21. června 1919 potopena vlastní posádkou. |

## Konstrukce

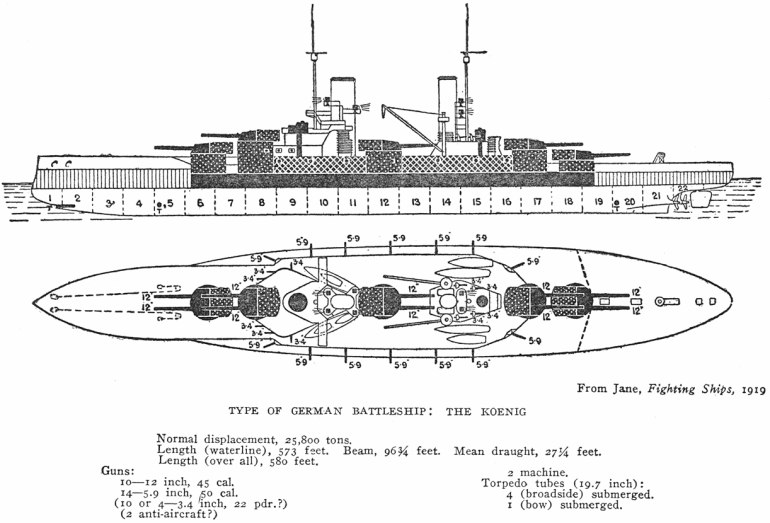
Základní uspořádání třídy

Hlavní výzbroj lodí tvořilo deset kusů 305mm kanónů v pěti dvoudělových věžích. Oproti předchozí třídě Kaiser bylo efektivněji řešeno jejich rozmístění. Všechny věže byly umístěny v ose lodi a navíc jedna z prostředních věží byla přesunuta na příď. Sekundární výzbroj představovalo čtrnáct 150mm kanónů umístěných po jednom v kasematách. Doplňovalo je deset 88mm kanónů a pět 500mm torpédometů. Pohonný systém tvořilo patnáct kotlů Marine a tři parní turbíny o výkonu 31 000 hp, pohánějící tři lodní šrouby. Bitevní lodě König a Kronprinz měly turbíny Parsons, Großer Kurfürst turbíny AEG-Vulcan a Markgraf turbíny Bergmann. Dosah byl 8000 námořních mil při rychlosti 12 uzlů.

## Služba

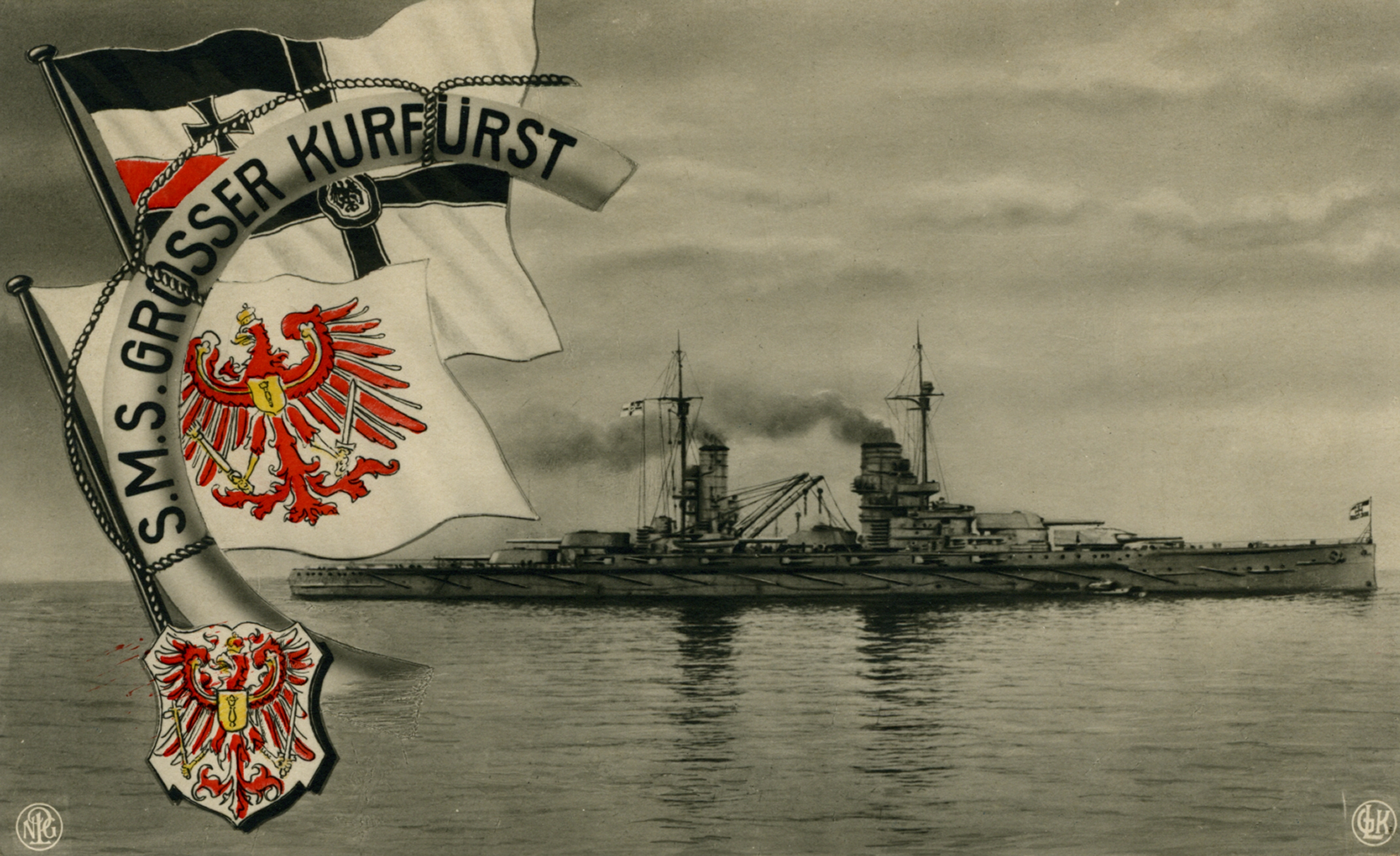
SMS Großer Kurfürst

V době vypuknutí první světové války to byly nejmodernější německé bitevní lodě. Všechny bojovaly v bitvě u Jutska, kde utrpěly poškození, ale žádná nebyla ztracena. Po skončení války byly internovány ve Scapa Flow, kde je v červnu 1919, při incidentu ve Scapa Flow, potopily vlastní posádky, aby se nedostaly do cizích rukou.